# Comisoaia
Comisoaia – wieś w Rumunii, w okręgu Buzău, w gminie Zărnești. W 2011 roku pozostawała niezamieszkana.